# Trabant 600
Trabant 600 was de handelsbenaming van de tweede versie van de Trabant. De personenauto met de interne typenaam P60 werd van 1962 tot 1964 (combi en bestelwagen tot 1965) door VEB Sachsenring Automobilwerk in Zwickau gebouwd.

## Geschiedenis
De P60 was de opvolger van de Trabant P50. De wijzigingen waren klein, wezenlijk was de sterkere motor. Zo leverde de tweecilinder tweetaktmotor met vanaf dat moment 599 cc in de 600 23 pk (17 kW). De motor werd in de Barkas-fabriek geproduceerd. Verkrijgbaar was de tweedeurs als Limousine (sedan), Kombi, Lieferwagen (bestelwagen) en als zogenaamde Kombi Camping met slaapstoelen en een opvouwbaar dak. De Duroplast-carrosserie op een stalen geraamte bleef ongewijzigd, waardoor de Trabant 600 uiterlijk vrijwel alleen door het opschrift 600 op de achterklep van zijn voorganger is te onderscheiden.
Optioneel leverbaar waren sierlijsten opzij, een zonneklep die aan de buitenkant van de voorruit werd gemonteerd en sierlijsten op de bumpers. Ook kon een trekhaak voor aanhangers tot 200 kg worden gemonteerd en een dakdrager (50 kg daklast).
De nieuwprijs van de Trabant werd met de invoering van de 600 met ongeveer 200 Duitse mark verhoogd. Daarmee kostte de standaarduitvoering 7850 DM en de luxe uitvoering 8840 DM.
Na de P60 werd in Zwickau de Trabant 601 gebouwd.

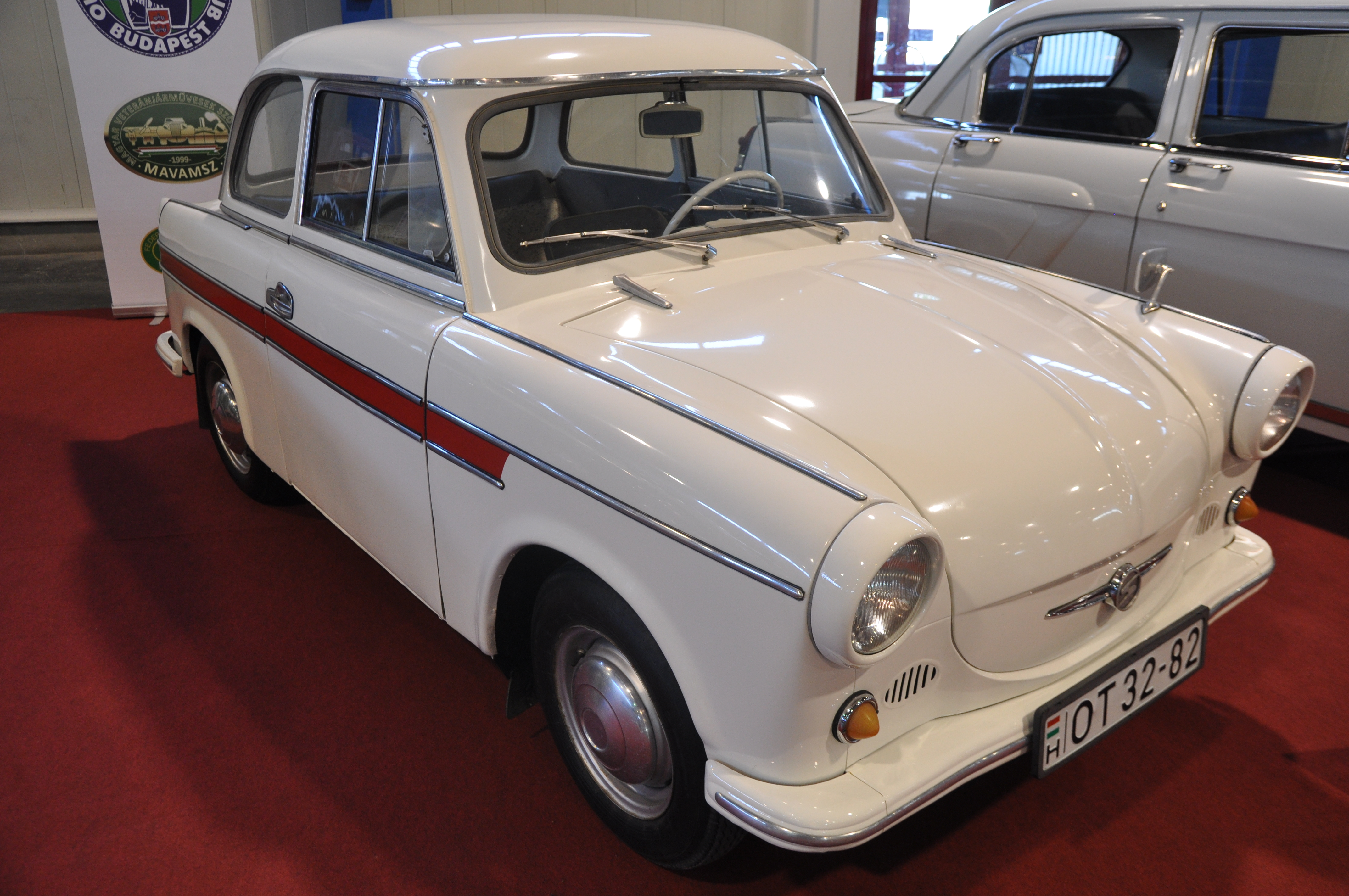
600 Limousine
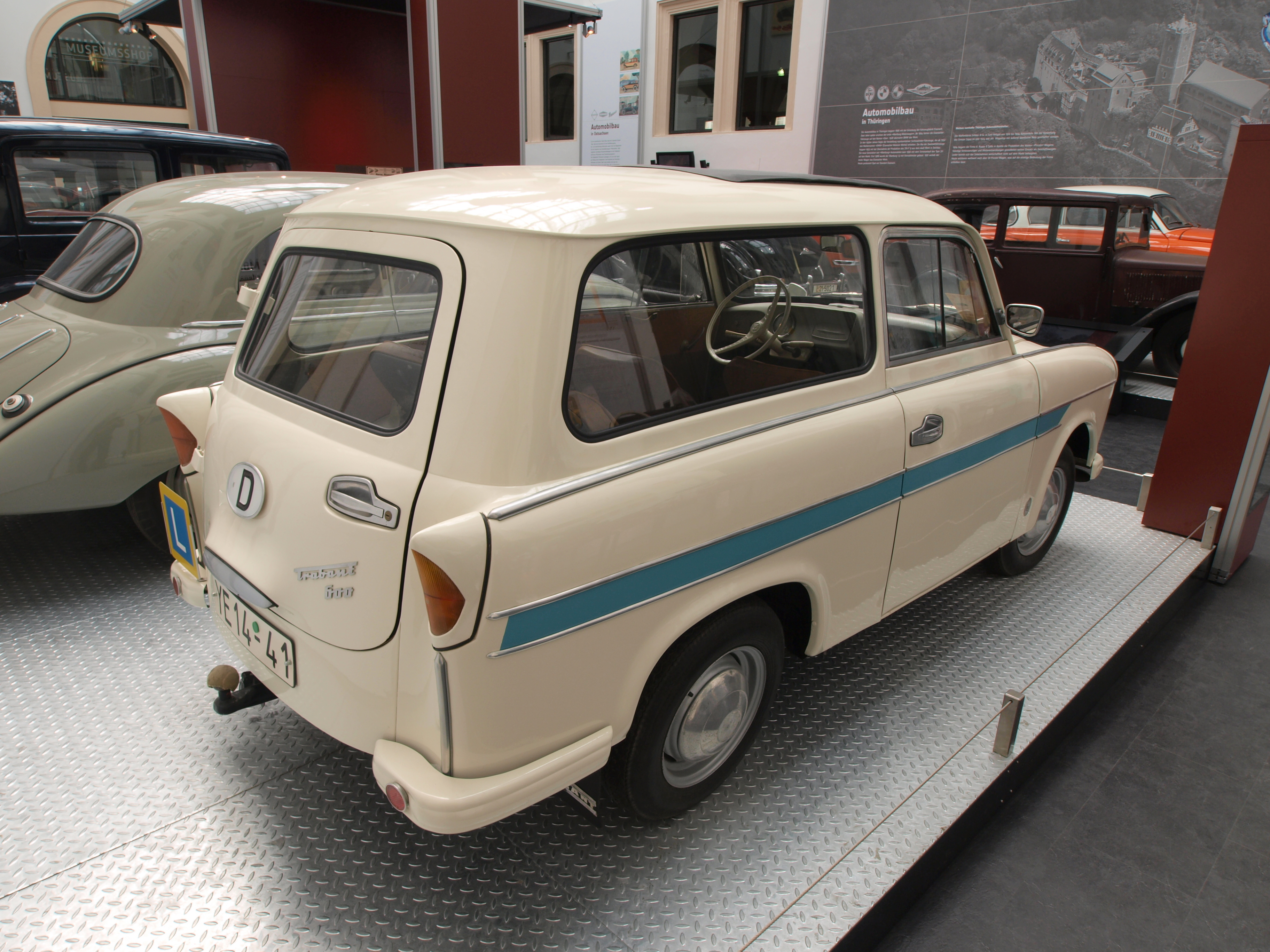
600 Kombi